# 季文蘭
季 文蘭（き ぶんらん、中国語: 季文蘭、朝鮮語: 계문란、生没年不詳）は、清の康熙帝時代の女性。江南（江右）江西の人だが、秀才の夫は三藩の乱で清兵に殺害された後、捕虜となり王章京に売られて瀋陽へ連れ去られた。
中国国内ではほぼ無名だが、彼女が北京郊外の豊潤県の榛子店の民家の壁に残した題壁詩は清を訪問した朝鮮の使節の申晸に見られて本国に伝えられた。季の物語は清に敗れた朝鮮が経験した悲劇のイメージと重なるため、朝鮮の文学には影響を与えた。
椎髻空憐昔日粧，征裙換盡越羅裳。
爺孃生死知何處，痛殺春風上瀋陽。—季文蘭
金以降に清を訪問した金錫冑、崔錫鼎、洪良浩、金昌業、李宜顕ら朝鮮の使節は、山海関から北京へ向かう途中、榛子店で詩を残したことが多い。特に金錫冑による記載の影響が大きかった。
琸約雲鬟罷舊粧，胡笳幾拍淚盈裳。
誰能更有曹公力，迎取文姬入洛陽。—金錫冑、『擣椒錄・榛子店主人壁上有江右女子季文蘭手書一絕，覽之淒然，為步其韻』
江南女子洗紅粧，遠向邊雲淚滿裳。
一落殊方何日返，定憐征雁每隨陽。—金昌業、『榛子店次季文蘭韻』
また、洪世泰による季文蘭をテーマとする詩は有名であるが、洪本人は清に行ったこともない。
江南江北鷓鴣啼，風雨驚飛失舊棲。
一落天涯歸不得，瀋陽城外草萋萋。—洪世泰、『題季文蘭詩後』
一方、『嘲季文蘭』を書いた洪万朝ら一部の朝鮮の知識人は季が夫の死んだ後、貞節を守らなかったため、自殺しなければならないと批判した。